# Acord de Saint-Andrews
L'Acord de Saint-Andrews (en irlandès Comhaontú Chill Rímhinn) va ser un acord entre els governs britànic i irlandès i els partits polítics en relació amb la devolució de poder a Irlanda del Nord. L'acord va ser el resultat de converses a diverses bandes celebrades a Saint Andrews a Fife, Escòcia, des de l'11 d'octubre fins al 13 d'octubre de 2006, entre els dos governs i tots els partits més importants d'Irlanda del Nord, Partit Democràtic Unionista (DUP) i el Sinn Féin. Tingué com a resultat la restauració de l'Assemblea d'Irlanda del Nord, la formació (8 de maig de 2007) d'un nou Executiu d'Irlanda del Nord i la decisió del Sinn Féin de donar suport al Servei de Policia d'Irlanda del Nord, els tribunals i l'ordenament jurídic.

## L'acord
Els elements clau de l'acord incloïen la plena acceptació del Servei de Policia d'Irlanda del Nord (PSNI) per part del Sinn Féin, restauració de l'Assemblea d'Irlanda del Nord, i un compromís per part del DUP per al repartiment del poder entre republicans i nacionalistes en l'Executiu d'Irlanda del Nord. El pla dels governs considerava la devolució dels poders judicial i policial en el termini de dos anys des de la restauració de l'Executiu. Als partits se'ls va donar de termini fins al 10 de novembre del 2006 per respondre al projecte d'acord. El primer ministre i el viceprimer ministre serien nomenats el 24 de novembre del 2006. Es va marcar com a data límit el 26 de març del 2007 perquè hi hagués un executiu format i en actiu, després de les eleccions generals del 7 de març del 2007.

## Reaccions
El secretari d'estat per a Irlanda del Nord Peter Hain qualificà l'acord com un "avanç sorprenent" en BBC Five Live.
El Taoiseach Bertie Ahern digué que si els terminis imposats per ambdós governs no s'acomplien, "el pla defallirà i s'haurà d'anar a un pla B sense més discussions."
Ian Paisley digué que "els unionistes podien tenir confiança que s'avançaria en els seus interessos i la democràcia n'estaria sortint victoriosa." També digué: "complim amb el tema central de la policia, i l'estat de dret comença ara".
Gerry Adams digué que els plans necessitaven ser consultats, però que el fet de restaurar les institucions polítiques era de per si un "premi enorme".
Reg Empey, líder del Partit Unionista de l'Ulster, descrigué l'acord com l'"Acord de Belfast per a aprenents lents".
El líder del Partit Socialdemòcrata i Laborista (SDLP), Mark Durkan, va dir que aquest avanç tendia al restabliment de les institucions i a compartir el poder en elles.
El líder del Partit de l'Aliança d'Irlanda del Nord David Ford digué que el resultat era una combinació "de desafiaments i oportunitats".
Es va dir que el líder del Partit Unionista del Regne Unit Robert McCartney hauria rebutjat els acords de repartiment de poder del nou acord per ser antidemocràtics.
En presentar l'acord davant la Cambra dels Lords, el portaveu governamental lord Rooker digué que el fracàs a l'hora de seguir el calendari marcat significaria la dissolució de l'Assemblea d'Irlanda del Nord.

## Data límit: 10 de novembre
La Declaració Conjunta del 13 d'octubre manifestava que els governs "havien demanat als partits que, un cop haguessin consultat els seus membres, confirmessin la seva acceptació abans del 10 de novembre." En aquella data, una declaració del Sinn Féin deia que el 6 de novembre "el Sinn Féin Ard Chomhairle ordenava al lideratge de partit seguir el curs exposat a St. Andrews i continuar amb les negociacions en curs per decidir els assumptes excepcionals" i que "creien fermament que totes les dificultats excepcionals es podien resoldre." La declaració del DUP deia que "com el Sinn Féin encara no està llest per fer el pas decisiu cap al manteniment de l'ordre, el DUP no estarà obligat a comprometre's amb qualsevol aspecte de compartir el poder abans d'aquesta seguretat. Encara que cap declaració no constituïa "acceptació" de l'acord, els dos governs mantenien que hi havia aprovació suficient de tots els partits per tal de continuar el procés.

## Data límit: 24 de novembre
La Declaració Conjunta manifestava: "l'Assemblea es reunirà per proposar el primer i viceprimer ministre el 24 de novembre." En els dies que precediren a la reunió d'Assemblea els dos governs deien que seria suficient que els partits "indiquessin" quines serien les seves propostes per a primer i viceprimer ministre. Quan l'Assemblea es reuní el 24 de novembre, Ian Paisley deia que no s'havia arribat "a les circumstàncies en les quals hi pot haver una proposta o una designació en aquell dia", i afegí que "sempre que es repartissin els compromisos, el DUP entraria en el govern." Gerry Adams, el líder del Sinn Féin, proposà Martin McGuinness per al càrrec del viceprimer ministre. Després de l'ajornament inesperat de l'Assemblea Paisley, en una declaració, digué: "Tothom ja sap que en aquelles circumstàncies, quan s'hagin lliurat, acceptaré la proposta del primer ministre." Els dos governs mantenien que això era indicació suficient perquè el procés continués.

## Data límit: 26 de març
L'Acta d'Irlanda del Nord del 2006 (Acord de Saint-Andrews) manifestava que després de l'elecció de l'assemblea el 7 de març del 2007, els ministeris que havien d'ocupar els ministres d'Irlanda del Nord havien de ser designats d'acord amb el sistema D'Hondt el 26 de març de 2007. Si la designació per als ministeris no es podia efectuar en aquella data, l'Acta requeria al secretari d'estat per a Irlanda del Nord per tal que dissolgués l'Assemblea, i l'Acord de Saint-Andrews quedaria en un no-res.
El 28 de gener de 2007, un Ard Fheis (congrés) especial del Sinn Féin aprovà una moció en què demanava la devolució de la policia i la justícia a l'Assemblea, suport als serveis de policia, An Garda Síochána, Servei de Policia d'Irlanda del Nord i sistema de justícia penal, el nomenament de membres dels partits representatius en el Northern Ireland Policing Board i als District Policing Partnership Boards, que els membres del Sinn Féin fessin el jurament del càrrec ministerial i encoratgessin tota la gent de la comunitat a cooperar amb els serveis de policia en la lluita contra el crim. Al mateix temps, ordenà que l'Ard Chomhairle (Executiva Nacional) acomplís la moció "només quan s'haguessin establert les institucions de poder compartit i quan l'Ard Chomhairle estigui conveçut que la policia i el poder judicial seran transferits. O si això no passa en el marc de l'Acord de Saint-Andrews, sols quan es donin nous acords que permetin l'aplicació de l'Acord de Divendres Sant."
El DUP donà una benvinguda cautelosa al moviment, però sense manifestar un compromís obert en la devolució de la policia i la justícia abans de maig de 2008. El 30 de gener, el primer ministre britànic i el Taoiseach confirmaven que les eleccions a l'Assemblea continuarien tal com estaven previstes, o sigui, el 7 de març.
En les eleccions generals d'Irlanda del Nord de 2007, tant el DUP com el Sinn Féin aconseguiren escons, i consolidaren així la seva posició com els dos partits més grans en l'Assemblea. Peter Hain signà l'ordre per restaurar les institucions el 25 de març, amb l'avís que si els partits fracassaven a l'hora d'arribar a un acord abans de mitjanit, l'endemà l'Assemblea es tancaria. Els membres del DUP i el Sinn Féin, dirigits per Ian Paisley i Gerry Adams, es reuniren cara a cara per primer cop el 26 de març, i acceptaren formar un executiu el 8 de maig, amb el DUP que manifestà un compromís ferm per entrar al govern amb el Sinn Féin en aquella data. A l'acord li donaren la benvinguda Tony Blair i Bertie Ahern. El 27 de març, es va presentar una legislació d'emergència al Parlament Britànic per facilitar-ne el retard de sis setmanes. Finalment, l'acord va ser aprovat per ambdues cambres (la dels Lords i la dels Comuns) i va rebre la sanció reial, com a Acta per a Irlanda del Nord del 2007.

## L'etapa final

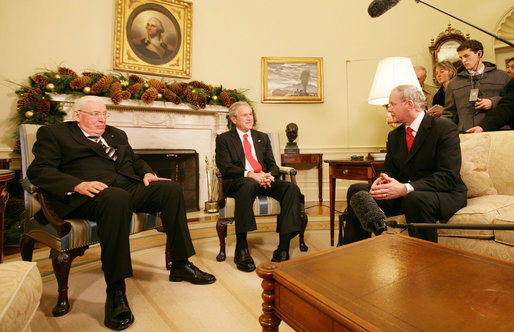
Ian Paisley, George Walker Bush i Martin McGuinness el desembre de 2007

En les setmanes posteriors a l'acord entre Paisley i Adams, els quatre partits —el DUP, Sinn Féin, l'UUP i l'SDLP — indicaren la seva tria de ministeris en l'Executiu i proposaren membres per a aquests càrrecs. L'Assemblea es reuní el 8 de maig del 2007 i elegí Ian Paisley i Martin McGuinness com a primer ministre i viceprimer ministre. També ratificà els deu ministres proposats pels seus partits. El 12 de maig el Sinn Féin Ard Chomhairle acceptava formar part de la Northern Ireland Policing Board amb tres membres, i nomenà tres persones per ocupar aquests llocs.
El 8 de desembre de 2007, mentre visitava el president Bush a la Casa Blanca amb el primer ministre d'Irlanda del Nord, Ian Paisley, Martin McGuinness, el viceprimer ministre, digué a la premsa: "Fins al 26 de març, Ian Paisley i jo mai no havíem tingut una conversa sobre res, ni tan sols sobre el temps i ara hem treballat molt de prop junts durant els set darrers mesos i no hi ha hagut cap paraula irada entre nosaltres... Això mostra que ens trobem en una nova via."